# 湘军

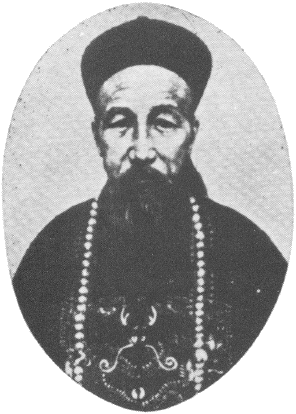
湘军創始人曾国藩

湘军，又称湘勇，清朝为镇压太平天国，由湖南（湘）长沙曾国藩、曾国荃兄弟、曾国藩姻亲罗泽南家族、新宁江忠源家族等统领的乡勇合并而成的軍隊。
初创时募水勇五千人，分为十营，其中在湘潭募水军四营，以褚汝航、夏銮、胡嘉垣、胡作霖为营官，衡州募六营，以成名标、褚殿元、彭玉麟、邹汉章、龙献琛为营官；陆勇五千余人，以塔齐布、周凤山等为营官。水路以褚汝航为各营总统，陆军以塔齐布为诸将先锋，合计员弁兵勇夫役一万七千余人。后期名将包括李续宾、李续宾长子李光久、鲍超、吳大澂。曾国藩统领湘军与清廷湖南巡抚骆秉章是合作的关系。左宗棠原是骆秉章麾下，后自成一军「楚軍」，与曾国藩湘军、湖北胡林翼军队并列，被视为广义上的湘军。
湘军历经与太平天国、捻军的征战，最终在甲午战争期间，1895年3月被日軍第一軍及第二軍於牛莊鎮、田庄台镇围歼，李光久只身逃出牛庄，湘军后逐渐解散。

## 起源
道光二十七年（1847年），瑶民雷再浩以青莲教名义在湖南新宁崀山起事，江忠源组织团练镇压叛乱。咸丰元年（1851年），江忠源奉命赴钦差大臣赛尚阿广西军营参与镇压太平天国，旋回乡募勇500赴桂，号楚勇，为家乡子弟兵之始。1852年，太平军进湘，湘乡罗泽南别立湘勇，保家卫国，为湘军之雏形。

1853年初正值朝廷寻求力量镇压太平天国，湖南双峰人曾国藩丁忧在籍经郭嵩焘力劝，抵长沙与湖南巡抚张亮基商办团练。他将湖南各地团练整合成湘勇，形成了书生加山农独特的体制，成为镇压太平天国的主要军事力量。满清朝廷虽然对地方汉族武装极度不信任，但碍于形勢危急，不得不倚重于湘勇。

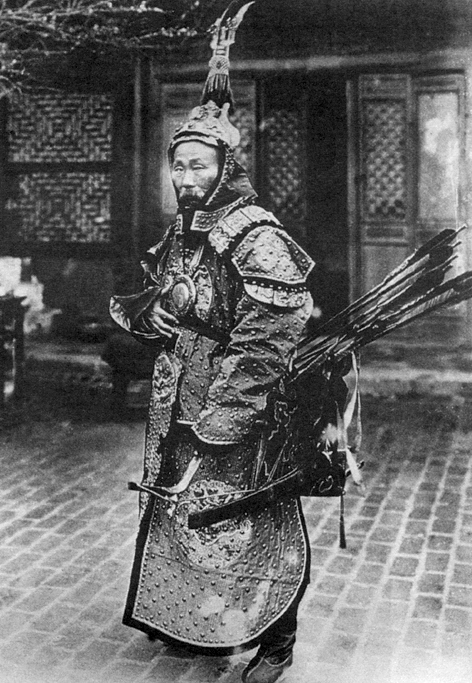
苏元春（1844年——1908年）傳統清兵戎裝，清末湘军名将，广西提督。

1854年初編練陸軍十三營六千五百人、水師十營五千人，加上兵勇、伕役工匠等，共一萬七千人，人稱湘勇（咸丰十一年(1861年)曾国荃率湘勇攻克安庆后，朝廷才改称湘勇为湘军），兵隨將轉，兵為將有，全軍只服從曾國藩一人。撰寫《湘军志》的王闓運曾評論湘軍：“湘軍之可貴者，各有宗派，故上下相親”；又說：“從湘軍之制，則上下相維，將卒親睦，各護其長，其將死，其軍散，其將存，其軍完。”据罗尔纲《湘军人物表》统计，可考的156名湘军将领中，湘籍者多达130人，占83%。创建湘军的目的是保卫家园，与太平军的战斗是一场家园保卫战争，“用诸生讨训山农。号曰湘军”。事实上，太平军与湘军都有很多湖南人，太平军到了中後期更以湖南湖北人为主，太平天国战争的双方太平军与湘军从某种程度讲是两湖人自己的战争。
隨著湘军兵勇不断损耗，随时需要补充兵源，咸丰七年以后，湘军各部大量招募老勇，甚至包括太平军降兵，咸丰九年太平軍降將韦俊向杨载福投降，胡林翼即指示将韦俊部“强壮者数千”编为义勇五，湘軍在長久發展中，士兵的素質起了變化，“新集之兵，莠民之贪惰者尔”。晚期的湘军与八旗、綠營已无区别，屠城暴行甚有過之。

## 主要活动

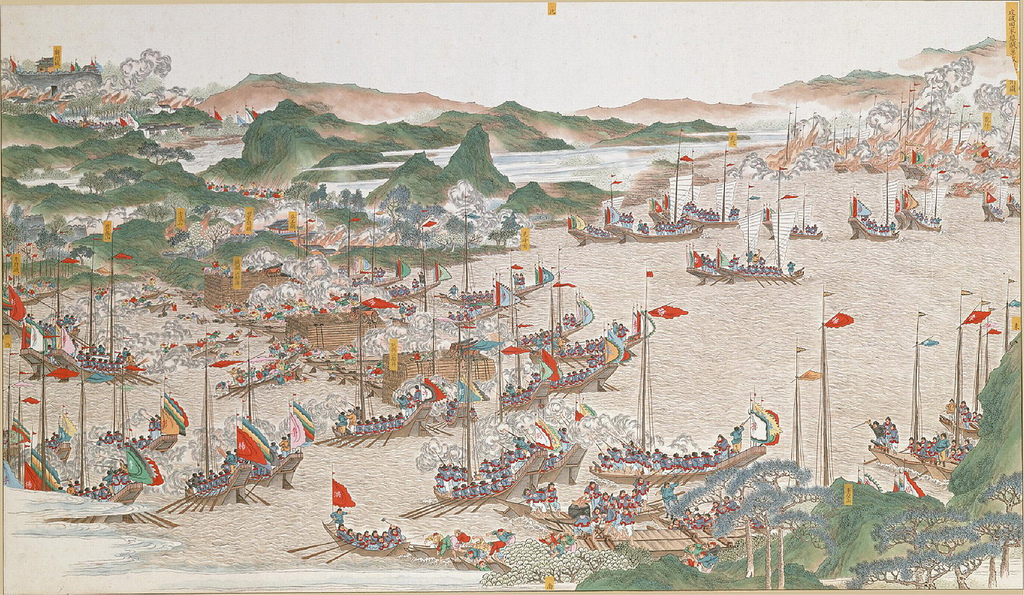
水师

湘勇首戰於靖港被太平軍擊敗，屢敗屢戰，在湘潭獲得大勝，由於戰功卓著，轉戰江南各省，1858年5月，攻佔九江，氣勢極盛，三河之役，李續賓部被殲滅，“湘鄉處處招魂，家家怨別”，銳氣頓減。胡林翼哀叹道：“此番长城顿失。……以百战之余，覆于一旦，是全军皆寒，此数万人，将动色相戒，不可复战。”
咸丰十年（1860年）闰三月，江南大营被攻破，欽差大臣和春戰死，湘勇成為清政府唯一的主要力量，曾国藩被授两江总督和钦差大臣。湘勇大力擴充，號令統一。咸丰十一年湘军中发生朱品隆、唐訓義不支援友軍的事情，曾國藩嘆此風一開，湘軍不復再用。1861年9月陷安慶。1864年7月，攻破天京，人數達到十二萬人，當時有「無湘不成軍」的說法，“迨粤匪、捻匪、回匪之祸，藉楚勇、淮勇之力以平之”。
曾國藩在攻下南京後，惟恐清廷疑忌，立即遣散湘軍，改建為長江水師，其支系仍在安徽鎮壓捻軍。曾国藩借助了安徽本土力量，发展了淮军，并培养了淮军首领李鸿章。1862年改用李鴻章編練的軍隊，以淮南地主團練為基礎，故稱淮軍。
清政府在团练的基础上发展地方军，形成了湘军、淮军等地方武装力量，不管是湘軍或淮軍皆以“兵隨將轉，兵為將有”為方針，一改中國自北宋以來“兵無常帥，帥無常兵”的軍事準則，形成了地方武裝勢力。

## 名臣和幕僚
湘军在平灭晚清的各地农民暴动中迅速成长，使晚清一度出现了“中兴”的局面。“中兴将相什九湖湘”，湘军将领及其幕僚成为当时中国政治、军事舞台的主角。整个湘军系统中位至总督、巡抚、提督者占尽朝中大半，其他大小文武官员不胜数。全国各地的优秀人才投入到曾国藩麾下，还包括一批卓越的工程师、科学家（如李善兰、徐寿、容闳、华蘅芳、汪士铎等），当时他的幕僚多达三四百人。
除了曾国藩外，还有曾国荃，左宗棠、李续宾、罗泽南、彭玉麟、郭嵩焘、李鸿章、刘坤一等等人物，成为晚清历史显赫的一页。后来的洋务运动也主要由湘军人物一手发起。左宗棠因为收复新疆的壮举，更是被誉为民族英雄。
曾国藩、左宗棠和胡林翼被史学界称为“中兴三名臣”。
又有曾国藩、李鸿章、左宗棠、张之洞并称晚清“中兴四大名臣”。
歷史學家郭廷以言：「湘人『苟能军，无不将帅者，苟能事，无不轩冕者』。是后四十年间，两江总督几乎是非湘系将领或与湘军有关的人物莫属。」
主要湘军人物（包括由湘军发展到淮军的人物）：
- 曾国藩，湘军统领。建立湘军，消灭太平天国，主导洋务运动。官至两江总督、直隶总督。
- 李鸿章，晚清重臣。由曾国藩一手提拔，并创立淮军。官至直隶总督、北洋通商大臣。
- 左宗棠，晚清重臣、著名湘军将领，民族英雄，曾收复新疆。官至闽浙总督、陕甘总督、两江总督。
- 曾国荃，曾國藩九弟，領軍攻克天京（今南京）。官至湖北巡抚、山西巡抚、陕西巡抚、两广总督、两江总督。
- 曾国华，曾国藩六弟，曾国藩丁父忧归籍期间，曾国华暂带湘军，于三河镇“力战，死之”，“骸未收”。
- 曾国葆，曾国藩末弟，染疫卒於军。
- 彭毓橘，曾国荃同年龄表弟，在麒麟凹被捻军包围，被俘杀分尸。
- 李瀚章，李鸿章之兄，官至湖南巡抚、江苏巡抚、湖广总督、两广总督。
- 杨岳斌，湘军水师统领，官至陕甘总督。
- 刘长佑，湘军重要统帅，官至两广总督、直隶总督、云贵总督。
- 毛鸿宾，曾国藩挚友，官至湖南巡抚、两广总督。
- 刘岳昭，湘军将领，官至云南巡抚，云贵总督。
- 彭玉麟，湘军水师统领，署两江总督、兵部尚书，以钦差大臣身份指挥抗法战争并获取胜利。
- 刘坤一，江忠源手下重要将领，官至江西巡抚、两江总督、两广总督。
- 沈葆桢，湘军重要首领，官至江西巡抚、两江总督。
- 杨昌濬，左宗常收复新疆重要助手，官至浙江巡抚、闽浙总督、陕甘总督。
- 李宗羲，曾协助曾国藩管理军务，官至山西巡抚、两江总督。
- 何璟，曾在曾国藩军总办营务处任职，官至两广总督、闽浙总督。
- 李兴锐，早年跟随曾国藩镇压天平天国，官至江西巡抚、闽浙总督、两江总督。
- 倪文蔚，曾国藩幕僚，官至广西巡抚、广东巡抚、河南巡抚、河道总督。
- 涂宗瀛，曾国藩幕僚，官至湖广总督、湖广总督、兵部尚书。
- 骆秉章，湘军将领，官至湖南巡抚、四川总督。

- 江忠源，湘軍前身楚勇領袖，官至安徽巡撫。
- 江忠济，江忠源弟，累功擢候选知府，道员。
- 刘锦棠，隨左宗棠征新疆，刘松山之侄，官至新疆巡抚、兵部尚书。
- 胡林翼，湘军重要首领，官至湖北巡抚。
- 郭嵩焘，曾任曾国藩幕僚，官至广东巡抚。
- 陈宝箴，曾国藩幕僚，官至湖南巡抚。
- 李续宜，湘军悍将李续宾弟，官至湖北巡抚、安徽巡抚。
- 李续宾，湘军悍将，官至浙江布政使，加巡抚衔。
- 刘蓉，曾国藩挚友及幕僚，官至陕西巡抚。
- 潘鼎新，湘军将领，官至湖南巡抚、广西巡抚。
- 丁日昌，曾国藩幕僚，负责襄办军务，官至江苏巡抚、福建巡抚。
- 王之春，早年为曾国藩部属，历任山西巡抚、安徽巡抚、广西巡抚。
- 刘典，湘军将领，官至陕西巡抚。
- 田兴恕，曾任左宗常“虎威军“首领，官至贵州巡抚。
- 许振祎，与曾国藩有师生之谊，也是曾的重要幕僚之一，官至广东巡抚。
- 庞际云，曾国藩幕僚，署湖南巡抚。
- 唐训方，湘军重要将领，官至安徽巡抚、湖北巡抚。
- 李孟群，湘军水师重要将领，署安徽巡抚。
- 蒋益澧，湘军将领，官至浙江巡抚、广东巡抚。
- 陈士杰，曾国藩军幕，官至浙江巡抚、山东巡抚。
- 钱应溥，曾国藩幕僚，官至工部尚书、军机大臣。

- 丁汝昌，本为太平军将领，后投降湘军，再编入淮军，北洋海军统帅，官至北洋水师提督，曾指挥黄海海战。
- 刘光才，湘军重要将领，官至广西提督、贵州提督、江南提督。
- 塔齐布，参与了湘军的组建，官至湖南提督。
- 鲍超，湘军名将，官拜浙江提督，湖南提督。
- 刘松山，湘军将领，官至广东陆路提督。
- 孙开华，湘军将领，后在台湾抗击法国侵略者，官至福建陆路提督。
- 萧孚泗，湘军将领，官至福建陆军提督。
- 唐仁廉，湘军将领，曾任广东水师提督，代广西提督，广东陆路提督。
- 高连升，湘军将领，官至广东陆路提督、甘肃提督。
- 罗大春，湘军将领，官至福建陆路提督、湖南提督。
- 欧阳利见，湘军将领，浙江提督。
- 郭松林，湘军将领，湖北提督、直隶提督。
- 黄少春，湘军将领，官至浙江提督，长江水师提督、福建陆路提督。
- 苏元春，湘军将领，官至广西提督。

- 苏元璋，苏元春胞兄，右江镇总兵、记名提督（遇缺尽先任用）。
- 苏元瑞，苏元春堂弟，贵州威宁镇总兵，以提督记名。
- 刘祥胜，湘军领军人物，历任浙江定海镇总兵(署)、浙江温州镇总兵(署)、浙江温州镇总兵，记名提督。
- 王吉，湘军将领，狼山镇总兵，以提督记名。
- 李臣典，湘军将领，授河南归德镇总兵，以提督记名。
- 普承尧，湘军将领，为江西九江镇总兵，授官提督。
- 朱洪章，湘军名将，永州镇总兵、云南鹤丽镇总兵，加提督衔。
- 章合才，湘军将领，官至江西九江镇总兵、江苏苏松镇总兵，花翎提督。
- 程学启，本为太平军将领，后降湘军，再编入淮军，官至江西南赣镇总兵，加提督衔。

- 李元度，湘军将领，官至贵州布政使。
- 刘连捷，湘军名将，以布政使记名。
- 张运兰，湘军将领，官至福建按察使。
- 金国琛，湘军将领，官至广东按察使。

- 罗泽南，湘军缔造人之一，晚清著名程朱派经学家、理学家，官授浙江寧紹台道，加按察使銜、布政使銜。
- 王錱，湘军大将，创立老湘营，前后歼灭太平军十余万人，英年早逝，官至道员，加按察使衔。
- 王开化，湘军将领，官至道员，加按察使衔，后加布政使衔。
- 刘腾鸿，湘军名将，官至直隶州知州。
- 刘檡昭，湘军主要将领。

### 湘軍司令部
曾國藩坐鎮之湘軍司令部於1853年起設立於安徽祁門，與太平軍悍將古隆賢、賴漢英在此形成膠著對峙局面，數次幾遭到古賴攻破，皆靠彭玉麟力救司令部方轉危為安；至1861年9月收復安慶，曾國藩乃將司令部遷搬至安慶，準備進攻南京。

## 影响
湘军攻克南京之后，曾國藩大有問鼎中原之勢，據稱彭玉麟派人給曾國藩送來密信：“東南半壁無主，老師豈有意乎？”。此時清廷在軍事上開始防備曾國藩，並採取一系列軍事措施。例如以馮子材領兵駐鎮江，都興阿駐軍和州，富明阿兵陳揚州，官文據守武昌，僧格林沁奉命剿安徽境內的捻匪，實則防範湘軍。曾国藩经再三考虑，将大部湘军裁撤，仅左宗棠小部、李鸿章淮军部、和湘军水师留下。

## 争议
对于湘军的历史定位，历来都有很大争议。有人认为湘军是帮助了清政府，消灭了农民起义军，维护了专制皇权的统治。湘军所发展的淮军人物李鸿章作为众多不平等条约签订者，更是被部分人看做民族罪人。洋务运动也没有改变中国落后的现状。湘軍與淮軍在清末開始變質，後來成為割據一方的北洋軍閥，譚延闓與程潛都是湘軍出身。章太炎甚至認為曾國藩刊刻《船山遺書》，表現他對助清廷屠殺漢人的愧疚之情。
湘军長期缺乏稳定的饷源，九江破城前，胡林翼称“水师、鲍营、义渠各营尚欠十二三万两”，只得纵容官兵掠夺财物，以维系军心，在攻破九江之後，“屍涌長江水不流”。湘軍軍紀最壞要屬曾國荃的吉字營與鮑超的霆軍。同治三年（1864年）五月，曾国荃部攻陷天京，施展杀戒，“沿街死尸十九皆老者，其幼孩未满二、三岁者亦斫戮以为戏”，“自湘軍平賊以來，南民如水益深，如火益熱。”，“一破城，见人即杀，见屋即烧，子女玉帛扫数入于湘军，而金陵遂永穷矣。至今，父老言之，犹深愤恨”。彭玉麟痛恨曾國荃的殘暴，兩次勸曾國藩殺弟以大義滅親，又指責湘軍紀律日壞、曾氏治軍無方。曾國藩回信說：“舍弟並無管、蔡叛逆之跡，不知何以應誅？不知舍弟何處開罪閣下，憾之若是？”又說，“鄙人在軍十年，自問聾聵不至於此。”鲍超雖作戰勇猛，但軍紀敗壞，郭嵩焘说他“所过残灭如项羽”。陕西巡抚刘蓉曾写信给曾国藩，庆幸“霆军”不入陕：“鲍军无意西来，所过又多残暴，诚不愿其复至，恐如梳如篦，遂至如剃，则困苦尤所难堪。”抢掠与放纵卻严重的削弱了湘军的战斗力，更堅定了太平軍决战到底的決心，湘军為此付出了惨痛的代价，例如李续宾部在九江屠城后，在三河被太平军全歼，又如南京城破後，李臣典“戮絕妖男，虜盡良女”，日夜宣淫，一夜“连御十女”而暴亡。可以說晚期的湘軍在腐敗已經超過了綠營，“大都帶勇專為牟利，其虛籍克餉，智計百出，視綠營又加厲焉”。湘軍將領中，“朱品隆、唐義訓、李榕諸將皆以持重不戰，全軍為上，及李續宜諸將成大吉、毛有銘等，專求自全。湘軍鋒銳始頓”。曾国藩深知湘军已是强弩之末，以“湘军作战年久，暮气已深”为由，主动向朝廷请旨裁减湘军。

## 外部連結
- 李恩涵：〈剿捻期間湘淮軍間的合作與衝突 （页面存档备份，存于）〉。
- 李恩涵：〈同治、光緒年間湘淮軍的衝突與合作(1870-1885) （页面存档备份，存于）〉。